# مانويلا فارغاس
مانويلا فارغاس (13 سبتمبر 1996 - ) (بالإسبانية: Manuela Vargas)‏ هي لاعبة كرة طائرة كولومبية.